# Lac Taupo
Pour les articles homonymes, voir Taupo (homonymie).
Le lac Taupo est un lac de la région de Waikato dans l'île du Nord de la Nouvelle-Zélande.

## Géographie
D'un périmètre de 193 kilomètres environ, il couvre une surface de 616 km2 et est profond de 186 mètres au maximum.
Il se loge dans la caldeira de la zone volcanique de Taupo et s'est formé il y a environ 26 500 ans à la suite de l'explosion d'un supervolcan, l'éruption Oruanui ayant éjecté plus de 1 000 km3 de cendre et de roches en fusion : il s'agit du degré d'éruption le plus élevé connu (classée 8 sur l'échelle de l'indice d'explosivité volcanique).
C'est à présent le plus grand lac de Nouvelle-Zélande. Celui-ci s'écoule par le fleuve Waikato. Une étude scientifique publiée en 2022 établit qu'au cours des quatre décennies écoulées le lit du lac a tantôt augmenté par endroits de 16 cm ou abaissé de 14 cm, conséquence de l'activité volcanique,.

## Histoire
Membre de la Church Mission Society, Thomas Samuel Grace gagne la Nouvelle-Zélande en 1849 où il fonde une mission près du lac Taupo.

## Îles
L'île principale est la Motutaiko Island d'une superficie de 11 ha.